# Francisco Álvarez Martínez
Francisco Álvarez Martínez (Ferroñes, 14 juli 1925 - Madrid, 5 januari 2022) was een Spaans geestelijke en een kardinaal van de Rooms-Katholieke Kerk.
Álvarez Martínez volgde het seminarie in Valdediós en het grootseminarie van Oviedo. Vervolgens studeerde hij filosofie en katholieke theologie aanb de pauselijke universiteit van Salamanca. Aansluitend promoveerde hij in het canoniek recht aan de pauselijke universiteit Comillas in Madrid. Hij werd op 11 juni 1950 priester gewijd. Vervolgens was hij pastoraal werkzaam, onder meer als secretaris van het aartsbisdom Oviedo en als studentenkapelaan. Daarna was hij secretaris van de aartsbisschop, kanselier-secretaris en vicaris-generaal.
Op 13 april 1973 werd Álvarez Martínez benoemd tot bisschop van Tarazona; zijn bisschopswijding vond plaats op 3 juni 1973. Hij werd op 20 december 1976 benoemd tot bisschop van Calahorra y La Calzada-Logroño. Op 12 mei 1989 volgde zijn benoeming tot bisschop van Orihuela-Alicante.
Álvarez Martínez werd op 23 juni 1995 benoemd tot aartsbisschop van Toledo.
Tijdens het consistorie van 21 februari 2001 werd Álvarez Martínez kardinaal gecreëerd; hij kreeg de rang van kardinaal-priester.. De Santa Maria Regina Pacis a Monte Verde werd zijn titelkerk. Hij nam deel aan het conclaaf van 2005.
Als kardinaal maakte Álvarez Martínez van 2001 tot 2005 deel uit van de pauselijke Raad voor de Leken en van de pauselijke Raad ter Bevordering van de Eenheid van de Christenen.
Álvarez Martínez ging op 24 oktober 2002 met emeritaat als aartsbisschop. Hij overleed in 2022 op 96-jarige leeftijd.
- Bibsys: 11012727
- Biblioteca Nacional de España: XX1726015
- Gemeinsame Normdatei: 114633916X
- International Standard Name Identifier: 0000 0001 0922 3399
- Nederlandse Thesaurus van Auteursnamen: 070213968
- Istituto Centrale per il Catalogo Unico: SBLV300614
- Virtual International Authority File: 87490220
- WorldCat: E39PBJdMdd7xGHgxQ6Rfrdj3cP